# Dido Kvaternik
Eugen Dido Kvaternik  fou un general croat de l'Ústaixa, cap de la Ustaška nadzorna služba (UNS), el Servei de Seguretat Interna de l'Estat independent de Croàcia. En aquella època era considerat la segona personalitat de Croàcia, després d'Ante Pavelić. Abans de la Segona Guerra Mundial, va ser acusat de planificar l'assassinat d'Alexandre I.
Kvaternik va instituir un règim de terror contra els serbis de Croàcia, jueus, gitanos i altres "enemics de l'Estat", i es creu que va tenir una responsabilitat directa en les atrocitats comeses per l'Ústaixa contra aquests grups. Com Andrija Artuković, es va guanyar sovint el sobrenom del Himmler ústaixa. El 1943 ell i el seu pare Slavko Kvaternik, que va ser el ministre croat de la guerra, es van exiliar a Eslovàquia, i després de la guerra van fugir a l'Argentina amb l'ajuda de l'Església Catòlica. Des de l'Argentina, Kvaternik va continuar les seves activitats subversives contra Tito. Va reorganitzar els partidaris de l'ústaixa i va seguir publicant de forma activa, sense expressar cap penediment pels seus actes. Iugoslàvia va emetre múltiples sol·licituds d'extradició que van ser rebutjades, i Kvaternik mai va ser jutjat. Ell i les seves dues filles van morir en un accident automobilístic a l'Argentina el 1957. Les seves memòries van tornar a ser editades el 1995, amb l'ajut financer del Ministeri de Ciència i Tecnologia de Croàcia.